# مدرسة الفحيحيل الإنجليزية
مدرسة الفحيحيل الإنجليزية هي مدرسة إنجليزية خاصة تقع في محافظة الأحمدي ,الكويت. تأسست المدرسة في عام 1968. تدرس جميع الفئات العمرية من الإبتدائية إلى الثانوية. المنهج التعليمي للمدرسة يقوم على كل من المنهج البريطاني وكذلك المنهج الموضوع من قبل وزارة التربية والتعليم الكويتية.

## الروابط الخارجية
1. ↑  Assessment، skee. نسخة محفوظة 05 أغسطس 2017 على موقع واي باك مشين. [وصلة مكسورة]

- المدرسة الإنجليزية – الفحيحيل احتفت بخريجيها الوطن (جريدة كويتية)
- ملكة بريطانيا تمنح رئيس مجلس إدارة المدرسة الإنجليزية إبراهيم شحيبر وسام «عضو برتبة الإمبراطورية البريطانية» جريدة الأنباء